# الأحد الأسود (1937)
الأحد الأسود هو مصطلح استخدم للإشارة إلى سلسلة من الأعمال الإرهابية التي قام بها مسلحون يهود من فصيل الإرغون ضد المدنيين العرب في فلسطين في 14 تشرين ثان (نوفمبر) عام 1937.

## الخلفية التاريخية
قام الفلسطينيون العرب في عام 1936 بثورة استمرت ثلاث سنوات ضد الحكم الاستعماري البريطاني في فلسطين. كانت الثورة في بدايتها عبارة عن إضراب عام إلا أن الأمور تصاعدت بعد ذلك فأصبحت أكثر عنفًا، وتحولت إلى مهاجمة القوات البريطانية إلى جانب شن هجمات ضد اليهود الذين توافدوا إلى فلسطين في العام السابق بكثافة عالية فوصلت مُعدلات الهجرة اليهودية لليهود من الولايات المتحدة والعديد من الدول الأوروبية إلى 66,672 وافد يهودي مقارنة بـ 4,075 وافد فقط في عام 1931.
وفي تموز (يوليو) من عام 1937، اقترحت لجنة بيل التي شكلتها حكومة الانتداب البريطاني تقسيم فلسطين، وأوصت بنقل 225,000 عربي من الأراضي اليهودية المستقبلية المحددة وعدد أقل من اليهود إلى خارج الأراضي العربية المستقبلية المحددة. قوبلت مقترحات اللجنة البريطانية برفض الهيئة العربية العليا رفضًا قاطعًا، كما رفضها الصهاينة الأرغون، بينما انقسمت الأراء في المنظمة الصهيونية بشدة بصدد هذا الاقتراح، ولكنهم قبلوا أو لم يرفضوا مبدأ التقسيم صراحة، وكانوا يرفضون فقط الحدود المحددة التي اقترحتها لجنة بيل وتمكين السلطة التنفيذية من مواصلة التفاوض مع بريطانيا. وبعد فترة وجيزة، قامت جماعة عز الدين القسام باغتيال المندوب البريطاني المنطقة لويس يلاند أندروز، والمعروف بإجراءاته القمعية، خارج الكنيسة الأنجليكانية.